# إينوكا أوكوما
إينوكا أوكوما هي ممثلة كندية، ولدت في 20 سبتمبر 1976 بفانكوفر في كندا.

## أعمال

### أفلام
- (2003) هاوس أوف ذا ديد

## وصلات خارجية
- إينوكا أوكوما على موقع IMDb (الإنجليزية)
- إينوكا أوكوما على موقع إن إن دي بي (الإنجليزية)
- إينوكا أوكوما على موقع قاعدة بيانات الفيلم (الإنجليزية)